# Munkkiniemen yhteiskoulu

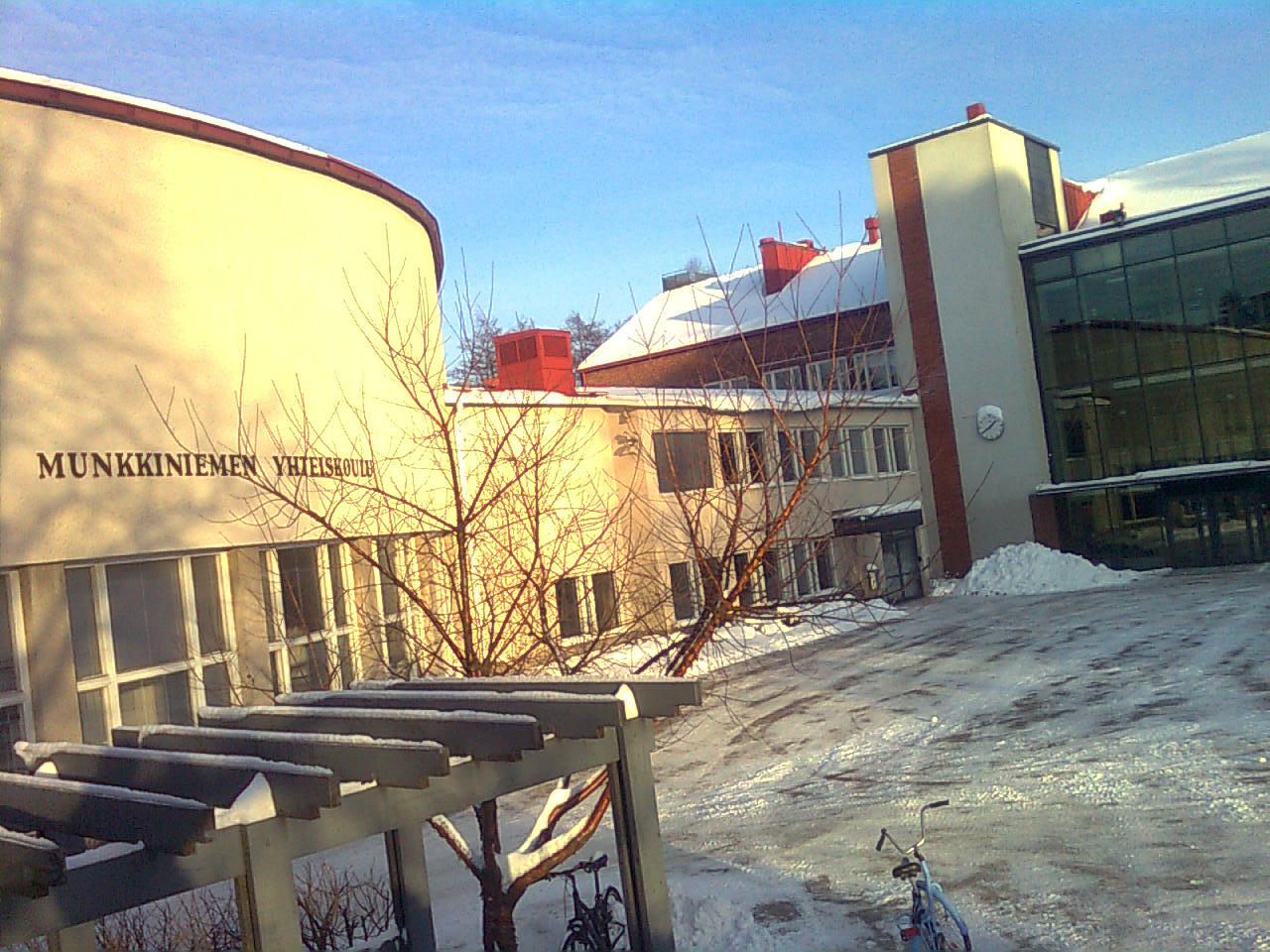
Munkkiniemen yhteiskoulu

Munkkiniemen yhteiskoulu (finska för "Munksnäs samskola"), MYK, är en finskspråkig privat gymnasieskola i stadsdelen Munksnäs i Helsingfors där det även ordnas undervisning i högstadiet. Skolan grundades år 1938 i dåvarande Hoplax kommun som år 1946 blev en del av Helsingfors. Aki Holopainen är skolans rektor sedan 1998.
Politikern Jussi Saukkonen var rektor mellan 1949 och 1972, dock största delen av tiden upptagen av olika sysslor som heltidspolitiker (riksdagsledamot, partiledare, undervisningsminister).